# Adamowo (powiat leszczyński)
Adamowo – osada w Polsce położona w województwie wielkopolskim, w powiecie leszczyńskim, w gminie Osieczna.
W okresie Wielkiego Księstwa Poznańskiego (1815-1848) miejscowość wzmiankowana jako Adamów należała do wsi mniejszych w ówczesnym pruskim powiecie Kosten rejencji poznańskiej. Adamów należał do okręgu krzywińskiego tego powiatu i stanowił część majątku Witosław, którego właścicielem był wówczas (1846) Opitz. Według spisu urzędowego z 1837 roku Adamów liczył 21 mieszkańców, którzy zamieszkiwali dwa dymy (domostwa).
W latach 1975–1998 miejscowość administracyjnie należała do województwa leszczyńskiego.